# Роберто Розато
Роберто Розато (італ. Roberto Rosato, * 18 серпня 1943, К'єрі — † 20 червня 2010, К'єрі) — колишній італійський футболіст, захисник.
Насамперед відомий виступами за клуби «Торіно» та «Мілан», а також національну збірну Італії.
Чемпіон Італії. Триразовий володар Кубка Італії. Дворазовий володар Кубка Кубків УЄФА. Володар Кубка чемпіонів УЄФА. Володар Міжконтинентального кубка. У складі збірної — чемпіон Європи. 

## Клубна кар'єра
Вихованець футбольної школи клубу «Торіно». Дорослу футбольну кар'єру розпочав 1960 року в основній команді того ж клубу, в якій провів шість сезонів, взявши участь у 131 матчі чемпіонату. Більшість часу, проведеного у складі «Торіно», був основним гравцем захисту команди.
Своєю грою за цю команду привернув увагу представників тренерського штабу клубу «Мілан», до складу якого приєднався 1966 року. Відіграв за «россонері» наступні сім сезонів своєї ігрової кар'єри. Захищаючи кольори «Мілана», також здебільшого виходив на поле в основному складі команди. За цей час виборов титул чемпіона Італії, ставав володарем Кубка Італії (тричі), володарем Кубка Кубків УЄФА (двічі), володарем Кубка чемпіонів УЄФА, володарем Міжконтинентального кубка.
1973 року уклав контракт з клубом «Дженоа», у складі якого провів наступні чотири роки своєї кар'єри гравця. Тренерським штабом нового клубу також розглядався як гравець «основи».
Завершив професійну ігрову кар'єру у нижчоліговому клубі «Аоста», за команду якого виступав протягом 1977—1979 років.

## Виступи за збірну
1965 року дебютував в офіційних матчах у складі національної збірної Італії. Протягом кар'єри у національній команді, яка тривала 9 років, провів у формі головної команди країни 37 матчів. У складі збірної був учасником чемпіонату світу 1966 року в Англії, домашнього чемпіонату Європи 1968 року, на якому італійці здобули титул континентальних чемпіонів, чемпіонату світу 1970 року у Мексиці, де разом з командою здобув «срібло».

## Статистика виступів

### Статистика клубних виступів
| Сезон              | Команда            | Чемпіонат          | Чемпіонат | Чемпіонат | Кубок Італії | Кубок Італії | Кубок Італії | Єврокубки | Єврокубки | Єврокубки | Інші змагання | Інші змагання | Інші змагання | Усього | Усього |
| Сезон              | Команда            | Ліга               | Ігор      | Голів     | Ліга         | Ігор         | Голів        | Ліга      | Ігор      | Голів     | Ліга          | Ігор          | Голів         | Ігор   | Голів  |
| ------------------ | ------------------ | ------------------ | --------- | --------- | ------------ | ------------ | ------------ | --------- | --------- | --------- | ------------- | ------------- | ------------- | ------ | ------ |
| 1960–61            | «Торіно»           | A                  | 1         | -         | КІ           | 3            | -            | -         | -         | -         | -             | -             | -             | 4      | -      |
| 1961–62            | «Торіно»           | A                  | 28        | 2         | КІ           | 1            | -            | -         | -         | -         | КД            | 8             | 1             | 37     | 3      |
| 1962–63            | «Торіно»           | A                  | 12        | -         | КІ           | 2            | -            | КМ        | 1         | -         | -             | -             | -             | 15     | -      |
| 1963–64            | «Торіно»           | A                  | 30        | -         | КІ           | 4            | -            | -         | -         | -         | -             | -             | -             | 34     | -      |
| 1964–65            | «Торіно»           | A                  | 31        | 1         | КІ           | 1            | -            | КВК       | 8         | 1         | -             | -             | -             | 40     | 2      |
| 1965–66            | «Торіно»           | A                  | 29        | 1         | КІ           | 1            | -            | КЯ        | 1         | -         | -             | -             | -             | 31     | 1      |
| Усього за «Торіно» | Усього за «Торіно» | Усього за «Торіно» | 131       | 4         |              | 12           | -            |           | 10        | 1         |               | 8             | 1             | 161    | 6      |
| 1966–67            | «Мілан»            | A                  | 33        | 2         | КІ           | 5            | -            | КМ        | 1         | -         | КА            | 3             | -             | 42     | 2      |
| 1967–68            | «Мілан»            | A                  | 28        | -         | КІ           | 9            | 1            | КВК       | 10        | -         | -             | -             | -             | 47     | 1      |
| 1968–69            | «Мілан»            | A                  | 27        | 1         | КІ           | 4            | -            | КЧ        | 7         | -         | -             | -             | -             | 38     | 1      |
| 1969–70            | «Мілан»            | A                  | 24        | -         | КІ           | 3            | -            | КЧ        | 4         | -         | МКК           | 2             | -             | 33     | -      |
| 1970–71            | «Мілан»            | A                  | 29        | -         | КІ           | 7            | 1            | -         | -         | -         | -             | -             | -             | 36     | 1      |
| 1971–72            | «Мілан»            | A                  | 21        | -         | КІ           | 9            | 1            | КУЄФА     | 5         | -         | -             | -             | -             | 35     | 1      |
| 1972–73            | «Мілан»            | A                  | 25        | 2         | КІ           | 7            | -            | КВК       | 6         | -         | -             | -             | -             | 38     | 2      |
| Усього за «Мілан»  | Усього за «Мілан»  | Усього за «Мілан»  | 187       | 5         |              | 44           | 3            |           | 33        | -         |               | 5             | -             | 269    | 8      |
| 1973–74            | «Дженоа»           | A                  | 30        | 1         | КІ           | 1            | -            | -         | -         | -         | -             | -             | -             | 31     | 1      |
| 1974–75            | «Дженоа»           | B                  | 35        | -         | КІ           | 4            | -            | -         | -         | -         | -             | -             | -             | 39     | -      |
| 1975–76            | «Дженоа»           | B                  | 16        | -         | КІ           | 8            | -            | -         | -         | -         | -             | -             | -             | 24     | -      |
| 1976–77            | «Дженоа»           | A                  | 3         | -         | КІ           | -            | -            | -         | -         | -         | -             | -             | -             | 3      | -      |
| Усього за «Дженоа» | Усього за «Дженоа» | Усього за «Дженоа» | 84        | 1         |              | 13           | -            |           | -         | -         |               | -             | -             | 97     | 1      |
| Усього             | Усього             | Усього             | 402       | 10        |              | 69           | 3            |           | 43        | 1         |               | 13            | 1             | 527    | 15     |

## Титули і досягнення
- Чемпіон Італії (1):

«Мілан»: 1967–68
- Володар Кубка Італії (3):

«Мілан»: 1966–67, 1971–72, 1972–73
- Володар Кубка Кубків УЄФА (2):

«Мілан»: 1967-68, 1972-73
- Володар Кубка європейських чемпіонів (1):

«Мілан»: 1968–69
- Володар Міжконтинентального кубка (1):

«Мілан»: 1969
- Переможець Середземноморських ігор: 1963
- Чемпіон Європи (1):

1968
- Віце-чемпіон світу: 1970